# Klokočí u Turnova

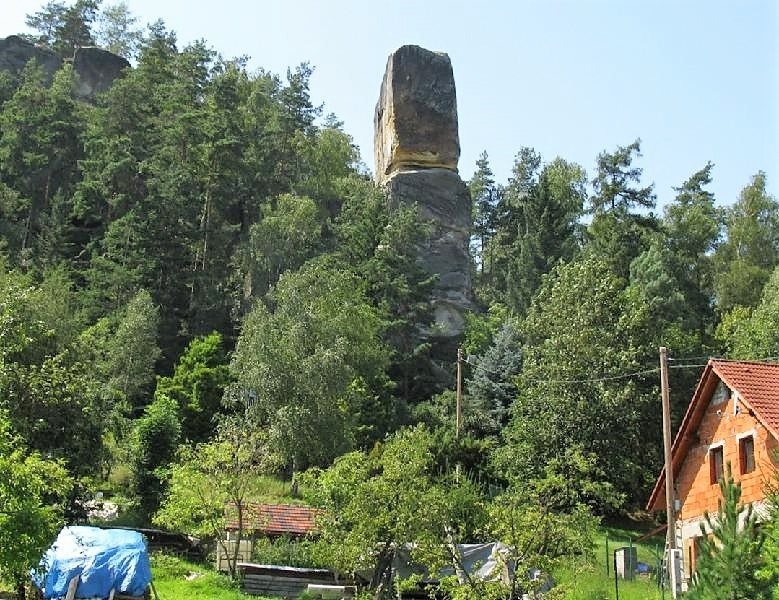
Der Felsen Turm Radnice

Klokočí (deutsch Klokotsch) ist eine Gemeinde im Okres Semily, Liberecký kraj in Tschechien. Sie liegt etwa 5 Kilometer nordöstlich von Turnov.

## Geschichte
Der Ort wurde 1318 erstmals urkundlich erwähnt. 

## Gemeindegliederung
Für die Gemeinde Klokočí sind keine Ortsteile ausgewiesen. Grundsiedlungseinheiten sind Klokočí (Klokotsch) und Rotštejn (Rotstein).

## Sehenswürdigkeiten
Oberhalb des Ortes liegen die Betlémské skály (Bethlehem-Felsen), die Klokočské skály (Klokotscher Felsen) und die Felsenburg Rotštejn (Rotstein).